# Johann Koopmann
Johann Koopmann (* 24. September 1901 in Eckfleth/Wesermarsch; † 25. Oktober 1960 in Oldenburg) war ein niedersächsischer Politiker (SPD), Mitglied des Niedersächsischen Landtages und Mitglied des Ernannten Oldenburgischen Landtages.
Koopmann besuchte die Volksschule und begann nach dem Ende seiner Schulausbildung eine Lehre zum Maurer. Im Jahr 1920 wurde er Mitglied der Gewerkschaft. Acht Jahre später trat er als Mitglied der SPD bei. Zwischen Von 1928 und 1933 war er als Werkmaurer tätig. Nach der Machtergreifung 1933 wurde er aus politischen Gründen von den Nationalsozialisten entlassen. Es folgten mehrere Jahre Arbeitslosigkeit. Nach dem Zweiten Weltkrieg wurde er 1949 Baueinsatzleiter für die Selbsthilfe.

## Öffentliche Ämter
Koopmann war Mitglied des ernannten Oldenburgischen Landtages vom 23. Mai 1946 bis 6. November 1946. Ferner wurde er in der ersten und zweiten Wahlperiode zum Mitglied des Niedersächsischen Landtages vom 20. April 1947 bis 5. Mai 1955 gewählt. 

## Ehrungen
- 1952: Verdienstkreuz am Bande der Bundesrepublik Deutschland